# تپه ده‌سواران ۱۱
تپه ده سواران ۱۱ مربوط به دوران پارینه‌سنگی جدید است و در شهرستان کرمانشاه، بخش مرکزی، دهستان قره سو، ۱/۸ کیلومتری جنوب روستای ده سواران، ۱/۷ کیلومتری شمال شرق روستای عمه واقع شده و این اثر در تاریخ ۱۸ اسفند ۱۳۸۷ با شمارهٔ ثبت ۲۴۹۰۹ به‌عنوان یکی از آثار ملی ایران به ثبت رسیده است.